# José Vicente Arlegui Rodríguez
José Vicente Arlegui Rodríguez (Santiago, 1790 - ibídem, 1864) fue un bachiller en humanidades y político chileno.

## Biografía
Fue hijo de Vicente Arlegui y Rodríguez Zorrilla y de Juana Rosa Rodríguez y Rozas. 
Educado con sacerdotes jesuitas y posteriormente en el Instituto Nacional, donde logró su grado de Bachiller en Humanidades (1813). Se desempeñó haciendo clases en el Instituto, de Geografía, Literatura y Filosofía.
En 1837 pasó a ser miembro académico de la Facultad de Leyes de la Universidad de San Felipe, e integró la Comisión Presidencial para la creación de la Universidad de Chile, que se fundaría en 1842. Se dedicó un tiempo a la enseñanza y al foro, pasando más tarde a la política.
Fue elegido diputado suplente por Osorno (1834), pero no ocupó la titularidad hasta la elección de 1837, entonces, fue reelecto además en 1840. En estos dos períodos legislativos integró la Comisión permanente de Educación y Beneficencia.
En 1843 es electo senador por la provincia de Valparaíso y compatibilizó este cargo con la Diputación de Linares. En el Senado participó de la Comisión permanente de Constitución y Justicia, mientras en la Cámara de Diputados se mantuvo en Educación y Beneficencia.
Director de la Biblioteca Nacional (1852-1864), en este cargo publicó “El Primer Catálogo de la Biblioteca”, la que se hizo en dos volúmenes y que constituyó una novedad para la época.
Bajo su dirección también, la biblioteca continuó incrementando su fondo mediante leyes de impuesto y de propiedad literaria; los encargos que se hacían periódicamente a Europa y la adquisición de importantes colecciones de obras dentro del país continuaron. Entre éstas se destaca una colección que Benjamín Vicuña Mackenna le vendió al estado, consistente en un millar de obras americanas que han sido siempre las más difíciles de adquirir en nuestro mercado de libros.